# Rodrigo Duterte
Rodrigo "Rody" Roa Duterte (Maasin, 28. ožujka 1945.) je filipinski političar i bivši predsjednik Filipina. Dužnost predsjednika obnašao je od 2016. do 2022. godine. Tri puta je obnašao dužnost gradonačelnika Davaoa (1988. – 1998.; 2001. – 2010.; 2013. – 2016.).
U narodu je poznat po nadimku Digong.

## Vanjske poveznice
|  | Zajednički poslužitelj ima stranicu o temi Rodrigo Duterte |